# 이해를 추구하는 신앙
이해를 추구하는 신앙(Credo ut intelligam, fides quaerens intellectum)은 라틴어로 "나는 믿는다. 그러므로 나는 이해할 수 있다"라는 말이다. 이 말은 캔터베리의 안셈이 그의 책 프로스로기온(Proslogion, 1)에서 사용한 유명한 말이다. 신의 존재 증명에서 중요한 말이다. 히포의 아우구스티누스의 말 "crede, ut intelligas(믿는다면 그러면 여러분들은 이해할 수 있다." Tract. Ev. Jo., 29.6)에 기초한 것이다. 믿음과 이성의 관계를 설명한 것이다. 안셈의 글에서는 나는 그렇게 생각한다 그러므로 나는 믿을 수 있다(intellego ut credam)라고 한다. 안셈은 나는 믿기위하여 이해를 추구하지 않는다. 오히려 나는 이해하기 위하여 믿는다(Neque enim quaero intelligere ut credam, sed credo ut intelligam)라고 하였다. 
이 말은 종종 안셈의 유명한 말 이해를 추구하는 신앙 (fides quaerens intellectum)과 관련이 있다. 어거스틴은 이 말을 하나님에 관해  알기 위해서는 믿어야한다로 이해했다.

## 같이 보기
- Fides quaerens intellectum
- 신의 존재 증명
- 프로스로기온